# Callopistes flavipunctatus
Callopistes flavipunctatus (несправжній варан) — вид ящірок родини теїдових (Teiidae). Мешкає в Еквадорі і Перу.

## Поширення і екологія
Несправжні варани мешкають на західних схилах Анд на південному заході Еквадору та на північному заході Перу, а також були зафіксовані в сухих міжандійських долинах Кахамарки. Вони живуть в прибережних пустелях та в сухих тропічних лісах, трапляться в садах, на висоті до 800 м над рівнем моря. Живляться дрібними хребетними, зокрема птахами та їх яйцями, гризунами і ящірками, на яких чатують серед трави і опалого листя або яких шукають в кущах. Доповнюють раціон деякими плодами. Риють складні нори з кількома виходами.

## Збереження
МСОП класифікує стан збереження цього виду як близький до загрозливого. Callopistes flavipunctatus загрожує знищення природного середовища та полювання.